# Acanthophyes capra
Acanthophyes capra är en insektsart som beskrevs av Fabricius. Acanthophyes capra ingår i släktet Acanthophyes och familjen hornstritar. Inga underarter finns listade i Catalogue of Life.